# Pionono
Il pionono è un dolce tipico della Spagna, dell'America latina (a Cuba e in altri paesi chiamato altresì brazo de gitano, braccio di zingaro) e delle Filippine (pianono).
Il dolce venne creato verso la metà del XIX secolo, durante il pontificato di Papa Pio IX, da cui il nome della ricetta.

## Storia

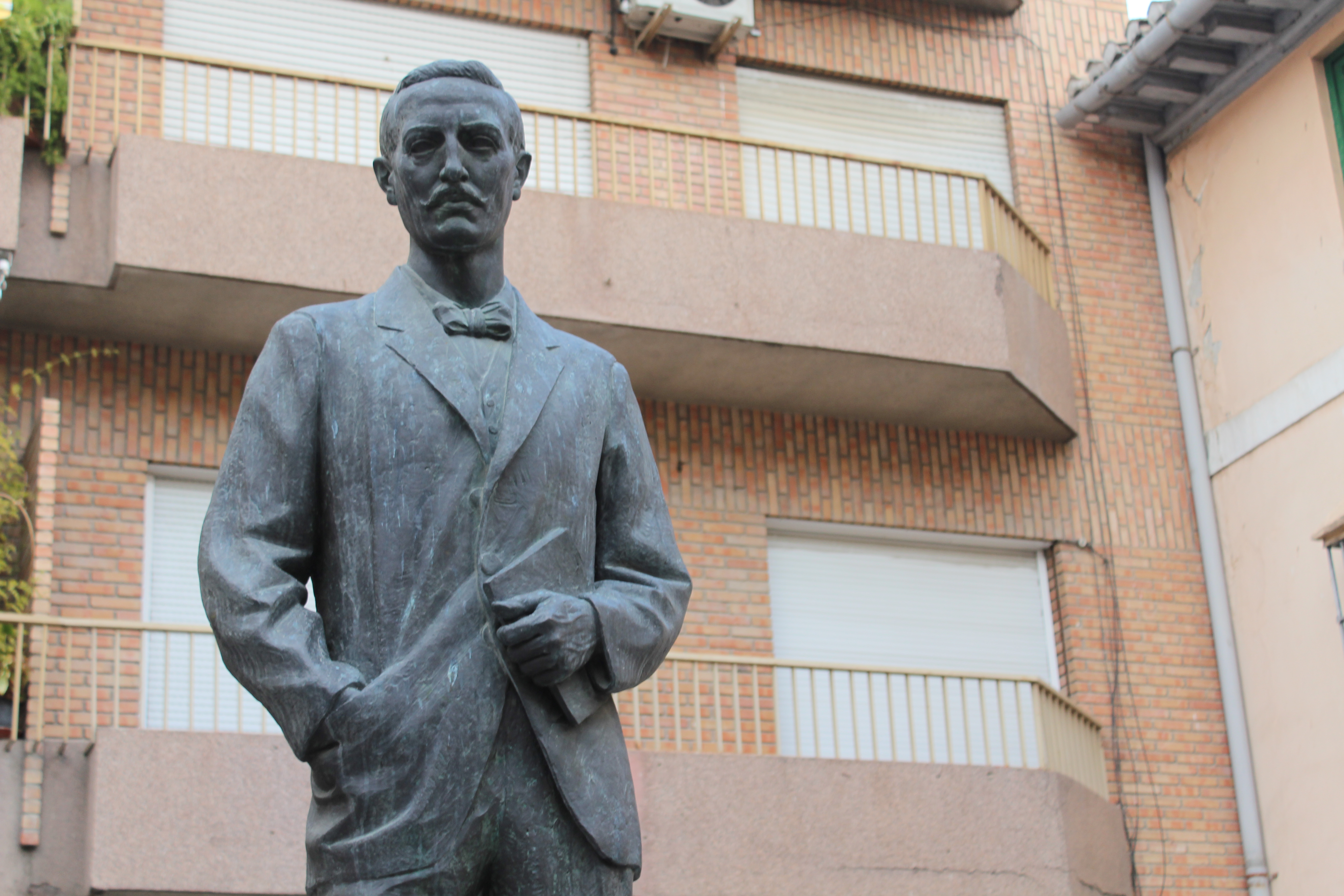
Statua di Ceferino Isla a Santa Fe (Granada)

Il dolce fu creato dal pasticcere Ceferino Isla González, originario di Santa Fe (Granada),  in onore di Papa Pio IX per aver proclamato il dogma dell'Immacolata concezione, di cui Isla era molto devoto. Il pasticcino ricorda infatti la silhouette della testa cilindrica di papa Pio IX.
Il primo riferimento a questo dolce apparve il 18 marzo 1858 sulla stampa di Madrid, inizialmente chiamato "pío nono" o, al plurale,"píos nonos". In seguito, Leopoldo Alas "Clarín", nel suo romanzo La regenta del 1884, lo chiamò con la parola unica, "pionono", poi rimasta.
Il pionono è composto di due parti: un sottile strato di pan di Spagna arrotolato a cilindro, inzuppata con diversi tipi di sciroppo che conferiscono al dolce una consistenza dolce e piacevole, e una corona di crema tostata. Il pasticcino si consuma tipicamente in uno o due bocconi.

## Varianti sudamericane
In vari paesi dell'America latina , come Argentina, Uruguay, Venezuela, Colombia, Perù e Cuba, i piononos sono preparati con un impasto di farina, uova e zucchero, cotto al forno in uno strato sottile e poi spalmato con una farcitura di dulce de leche oppure crema chantilly, a cui sono a volte aggiunte noci o frutta; il tutto viene infine arrotolato e servito a fette.
La ricetta può essere realizzata anche nella versione salata, ad esempio con prosciutto cotto, formaggio, pomodori e maionese oppure insalata mista, insalata di pollo o tonno.

## Galleria d'immagini

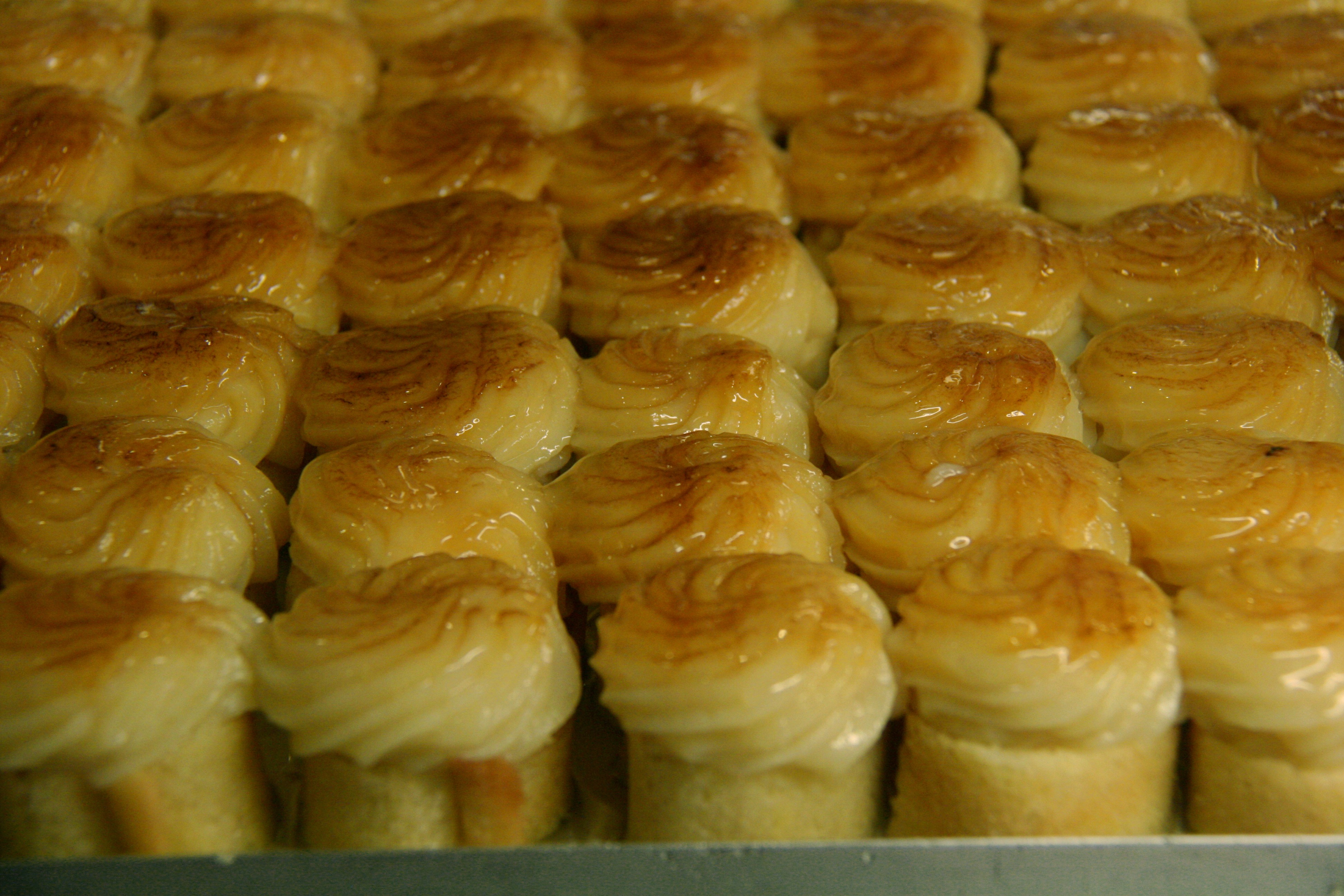
Piononos di Santa Fe, Spagna
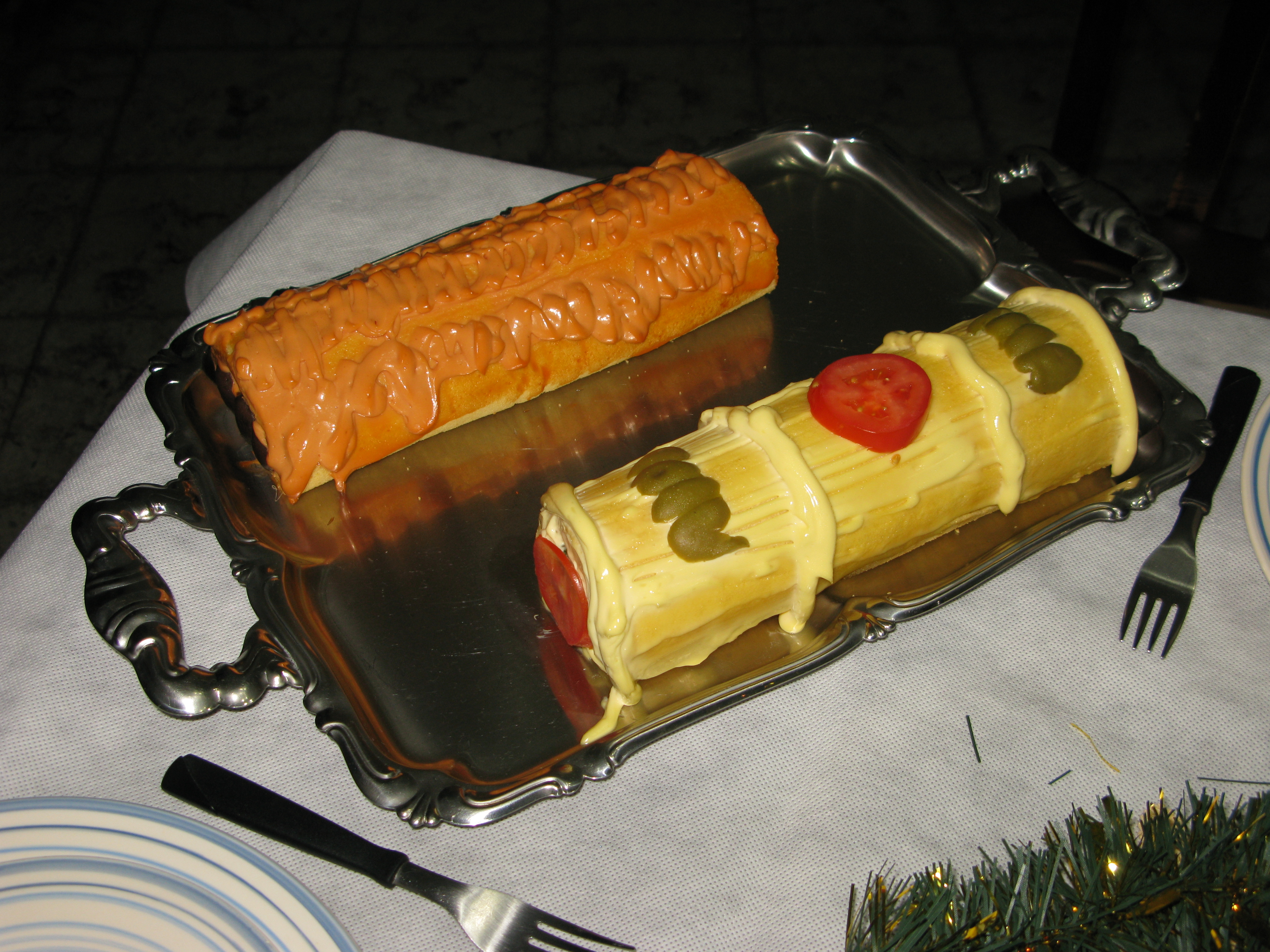
Piononos argentini
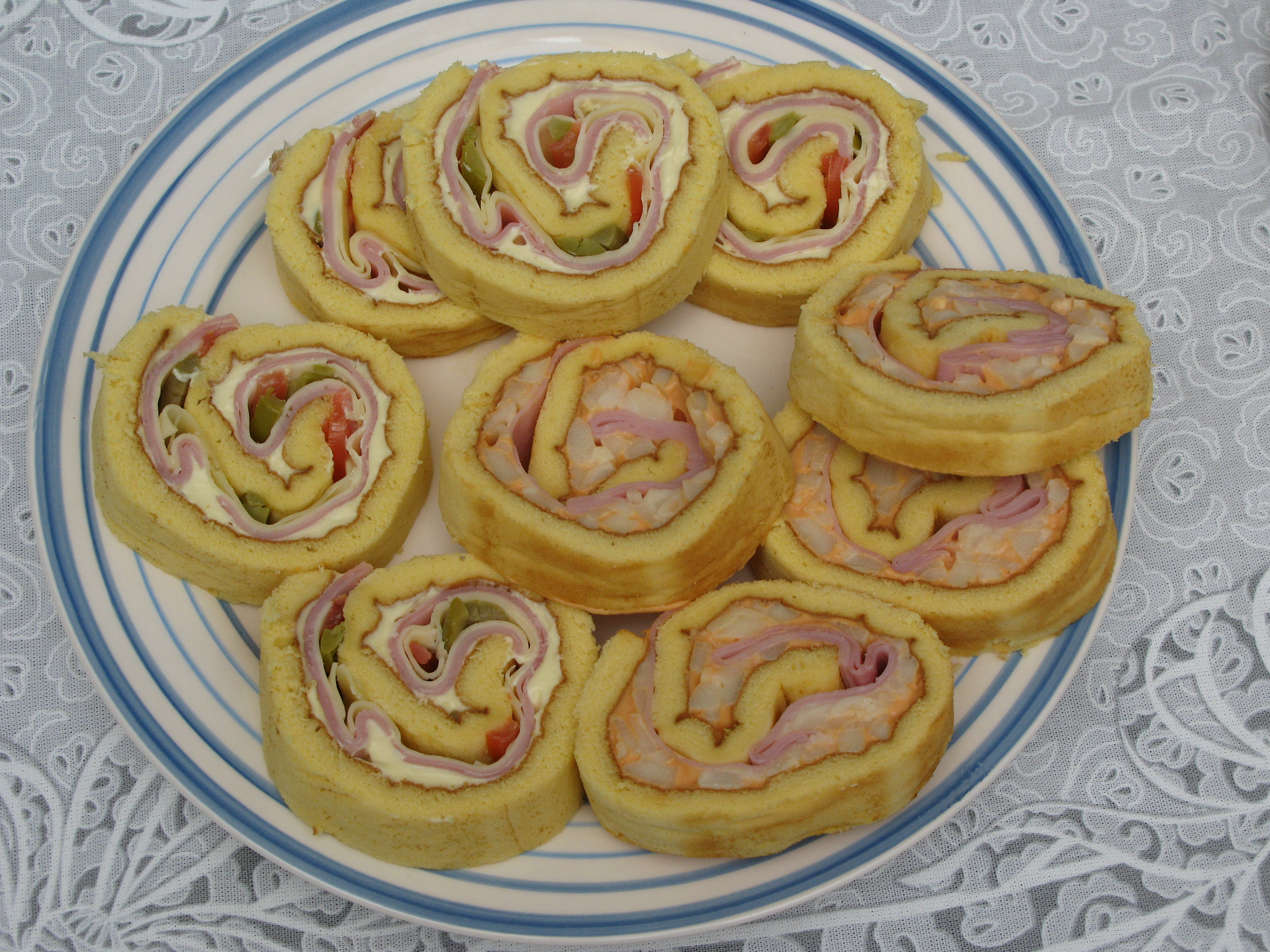
Fette di pionono salato
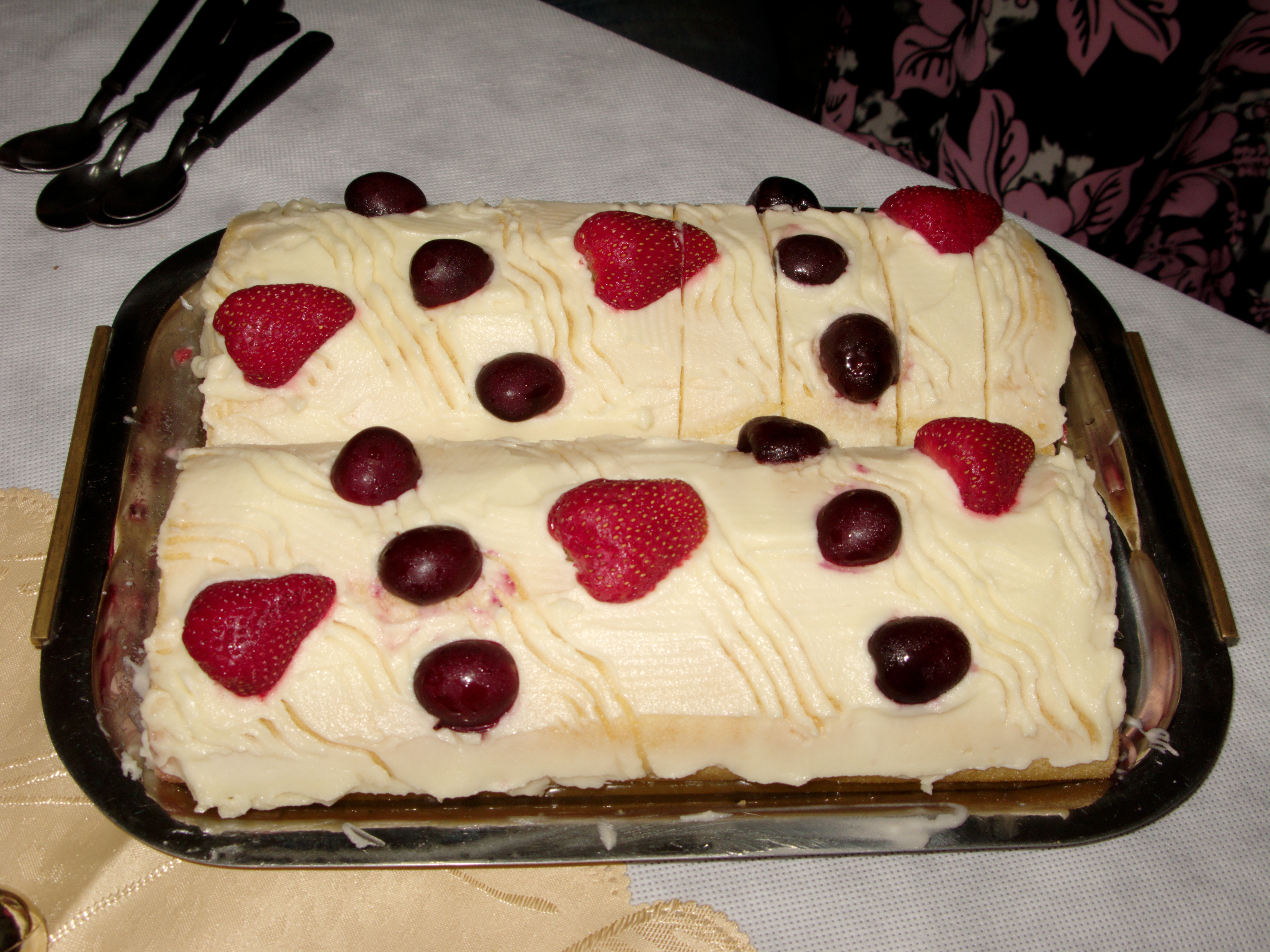
piononos dolci argentini
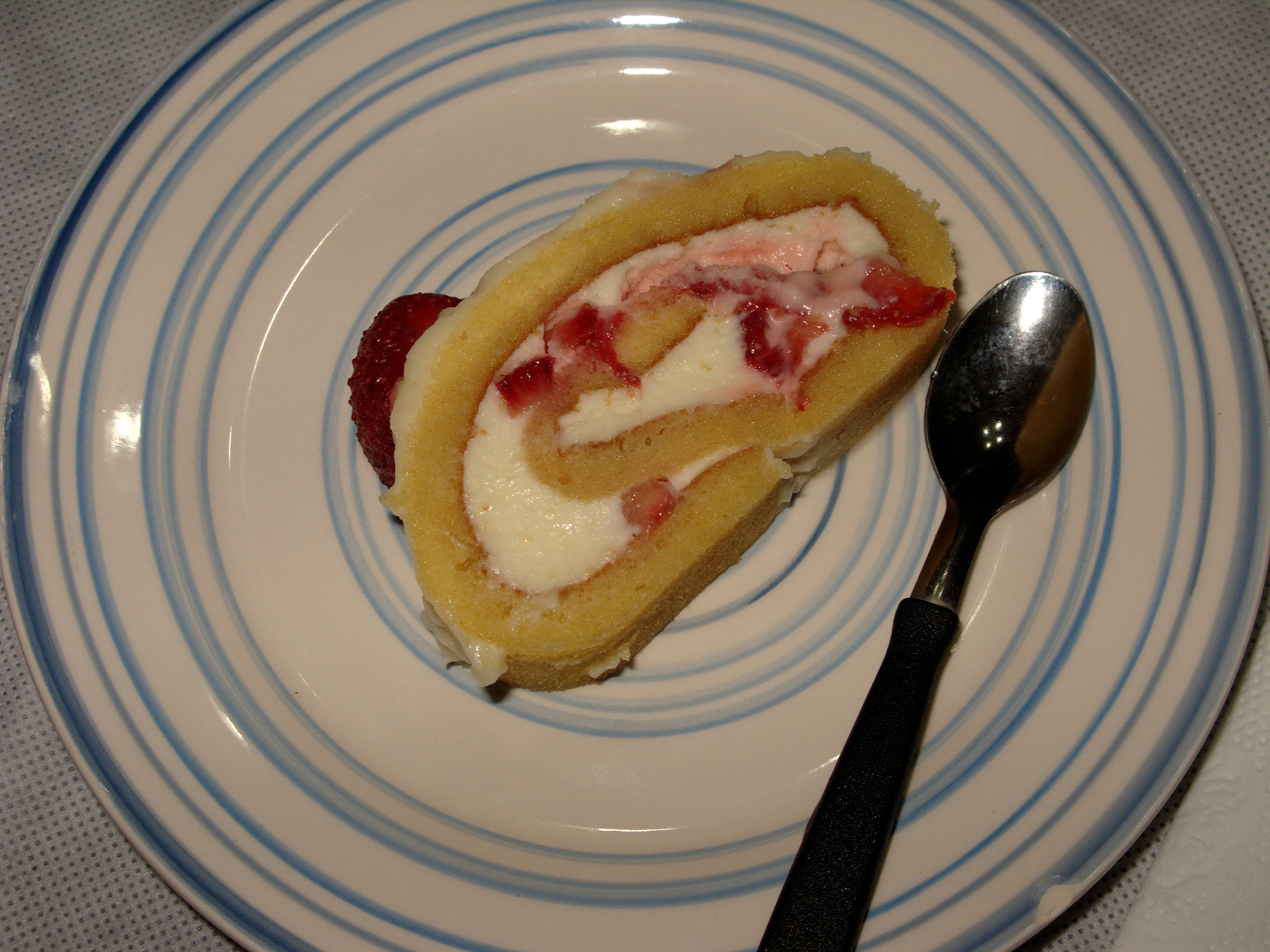
Fetta di pionono
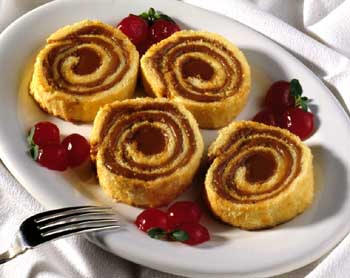
Pionono dolce argentino farcito con dulce de leche
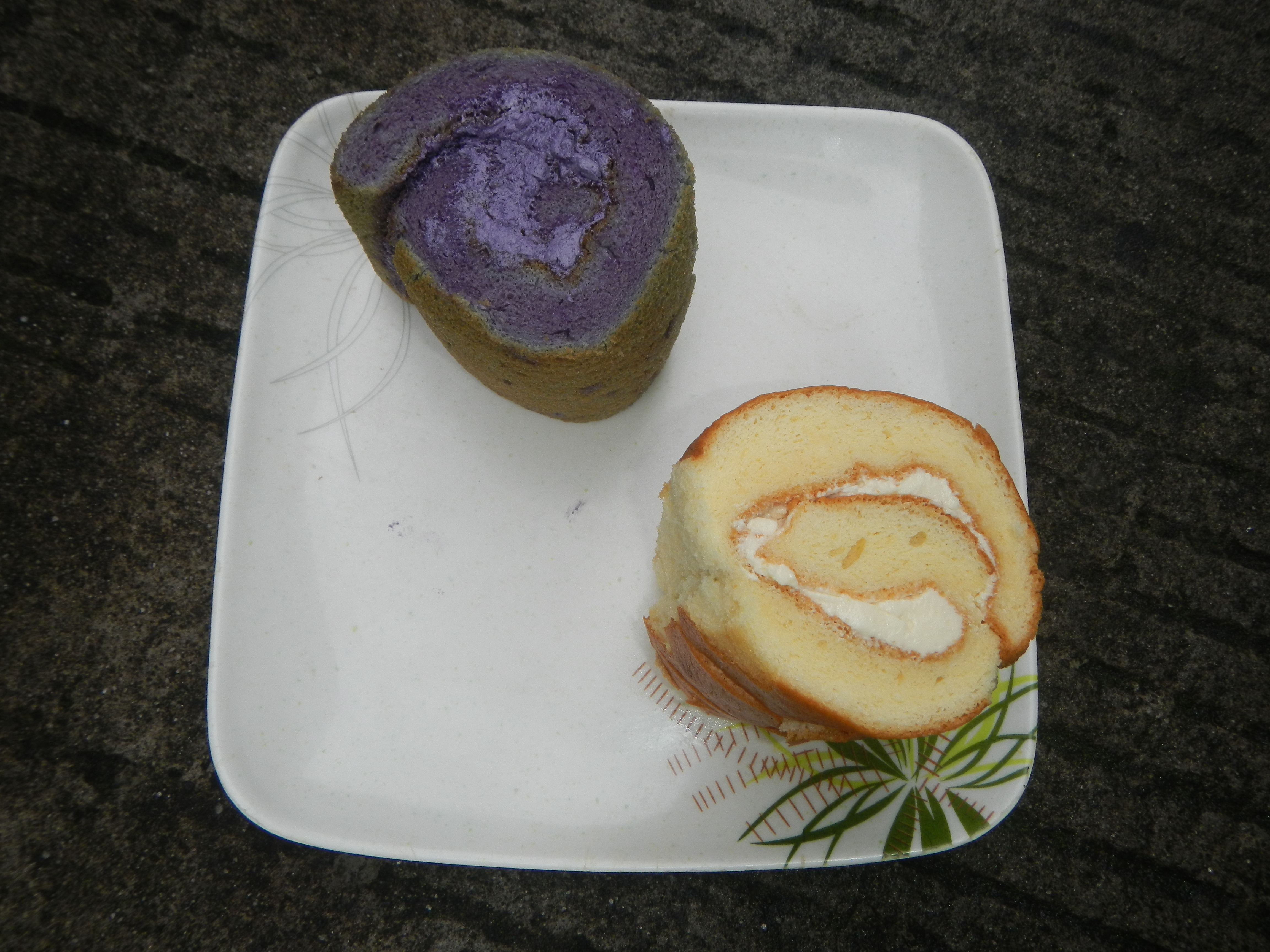
Pianonos filippini con panna e ube viola
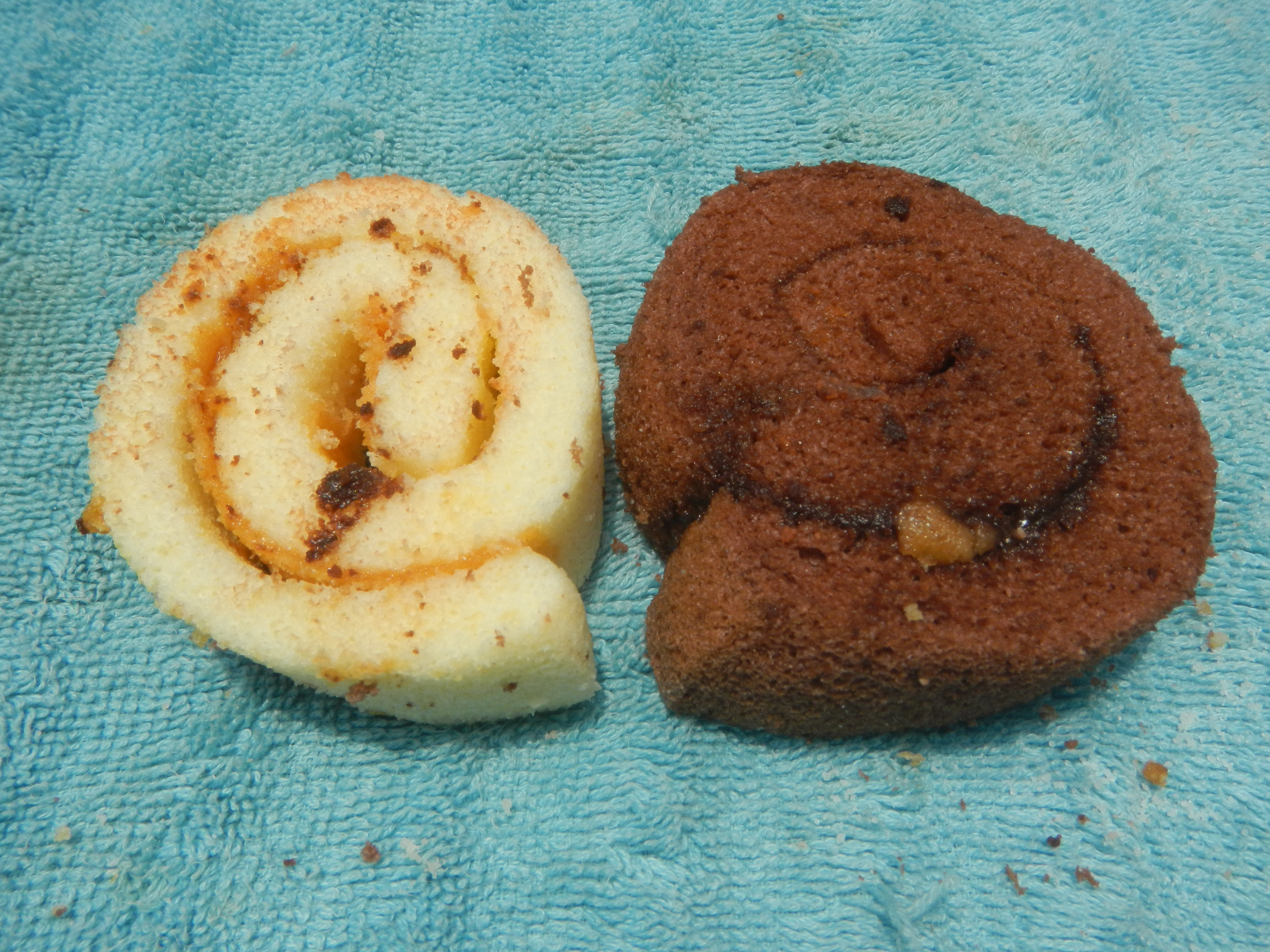
Pianono filippino con cacao e burro